# Athabascasjön
Athabascasjön (engelska: Lake Athabasca; franska: lac Athabasca; cree Aðapaskāw) är en sjö belägen i de norra delarna av Alberta och Saskatchewan i Kanada. 
Sjön täcker 7935 km², är 283 km lång och är på det bredaste stället 50 km, och har ett djup på 124 m. Athabascasjön är den största och djupaste sjön i både Alberta och Saskatchewan, och den åttonde största i Kanada. Vatten flyter norrut från sjön via Slave River och Mackenziefloden. Fort Chipewyan, en av de äldsta europeiska bosättningarna i Alberta, ligger vid den västra delen av sjön där Rivière des Rochers dränerar sjön och flyter mot Slave River.
Sjön har hos folkgruppen cree namnet Athapiscow och samma namn användes i en karta som skapades 1794 av kartografen Philip Turnor. På två andra kartor från slutet av 1700-talet hade sjön namnet Lake of the Hills.
Sjöns avrinningsområde är 282 000 km² stort. Den största mängden vatten når sjön genom Athabascafloden. Ett annat större tillflöde är floden Fond du Lac. Sjöns tre utflöden bildar efter några kilometer Slave River. Ytterligare några kilometer nedströms mynnar Peace River i Slave River. Under våren eller under andra tider med mycket nederbörd kan vattenståndet i Peace River vara högre än vattenståndet i Athabascasjön och en del av vattnet flyttar mot Athabascasjön. Mycket vind kan medföra att vattnet inte flyttar norrut till Slave River utan västerut uppför några mindre vattendrag som egentligen är tillflöden.
Vitmärla (Pontoporeia affinis) är det vanligaste ryggradslösa djuret i sjön. I Athabascasjön lever olika fiskar som Kanadaröding, Kanadasik, amerikansk siklöja, arktisk harr, buffelfisk, gädda och lake. Deltat som bildas av de tre utflöden samt av flera tillflöden vid sjöns västra sida är ett av de kvarvarande ursprungliga landskapen i Kanada. Det besöks varje år av många flyttfåglar. I deltat inrättades 1922 Wood Buffalo nationalpark.